# Гертруд (кратер)
Вижте пояснителната страница за други значения на Гертруд.
Гертруд е най-големият открит кратер на естествения спътник на Уран — Титания. Диаметърт му е 326 км или около 1/5 от диаметъра на Титания. Кратерът е кръстен на името на майката на Хамлет от Шекспировата пиеса Хамлет.
Различни обекти на Титания са наименовани на женски персонажи от пиесата Хамлет.